# Clara Dent-Bogányi
Clara Dent-Bogányi (* 28. November 1973 in Berlin) ist eine Oboistin und Professorin an der Hochschule für Musik Nürnberg.

## Leben
Clara Dent-Bogányi wurde am 28. November 1973 in Berlin geboren. Ihre Mutter unterrichtete als Hochschullehrerin am Mozarteum in Salzburg, ihr Vater war 35 Jahre lang Solo-Oboist an der Bayerischen Staatsoper. Dent-Bogányi wuchs in Salzburg auf.
Ihren ersten Musikunterricht erhielt sie von ihrem Vater. Sie studierte zunächst Oboe bei dem US-amerikanischen Oboisten und Hochschullehrer Arthur Jensen am Mozarteum in Salzburg.
Clara Dent-Bogányi ist seit 1999 im Rundfunk-Sinfonieorchester Berlin als Solo-Oboistin beschäftigt. Einer Einladung folgend spielte sie als Solistin 2007 für ein Jahr an der Bayerischen Staatsoper in München.
Ihr Studium setzte sie an der Hochschule für Musik unter Günther Passin fort und erhielt dort ihr Meisterdiplom.
Als Solistin konzertierte Cent-Bogány mit verschiedenen Orchestern, wie dem Symphonieorchester des Bayerischen Rundfunks, dem Württembergischen Kammerorchester Heilbronn und dem Rundfunk-Sinfonieorchester Berlin. Sie hatte auch internationale Auftritte, z. B. mit der Camerata Academica Salzburg und der Polnische Kammerphilharmonie Sopot.
Sie gewann unter anderem den Förderpreis der Kulturvereinigung in München und den Internationalen Musikwettbewerb der ARD.
Zudem nahm sie am „International Oboe Festival“ in China teil. Sie trat auch mit anderen Künstlern auf, wie mit dem Hornisten Radek Baborák und der Querflötistin Irena Grafenauer sowie den Streichern des Kuss Quartetts, ebenso mit dem Orchester der Berliner Philharmoniker und dem Israel Philharmonic Orchestra. Auch bei Festivals musizierte Dent-Bogányi, unter anderem beim Musikfest Berlin, den Bach-Festwochen in Thun und dem Kammermusikfestival in Maribor.
Von 2005 bis 2008 unterrichtete sie am Richard-Strauss-Konservatorium München Studenten im Hauptfach Oboe. Anschließend hatte sie ein Engagement am Leopold-Mozart-Zentrum in Augsburg. Seit 2009 ist sie an der Hochschule für Musik Nürnberg als Professorin für Oboe tätig. Ihre Meisterkurse führen sie durch Europa und nach Asien.
Ihre Solo-Alben Les Folies D`Espagne und La Primadonna wurden von Kritikern gelobt.
Clara Dent-Bogány ist mit dem Fagottisten Bence Bogányi verheiratet, mit ihm spielte sie viele Jahre im Berliner Rundfunk-Sinfonie-Orchester. Gemeinsam mit ihm und Gergely Nagy engagiert sie sich in der CultureTone Foundation.